# Teatro Filarmonico di Verona

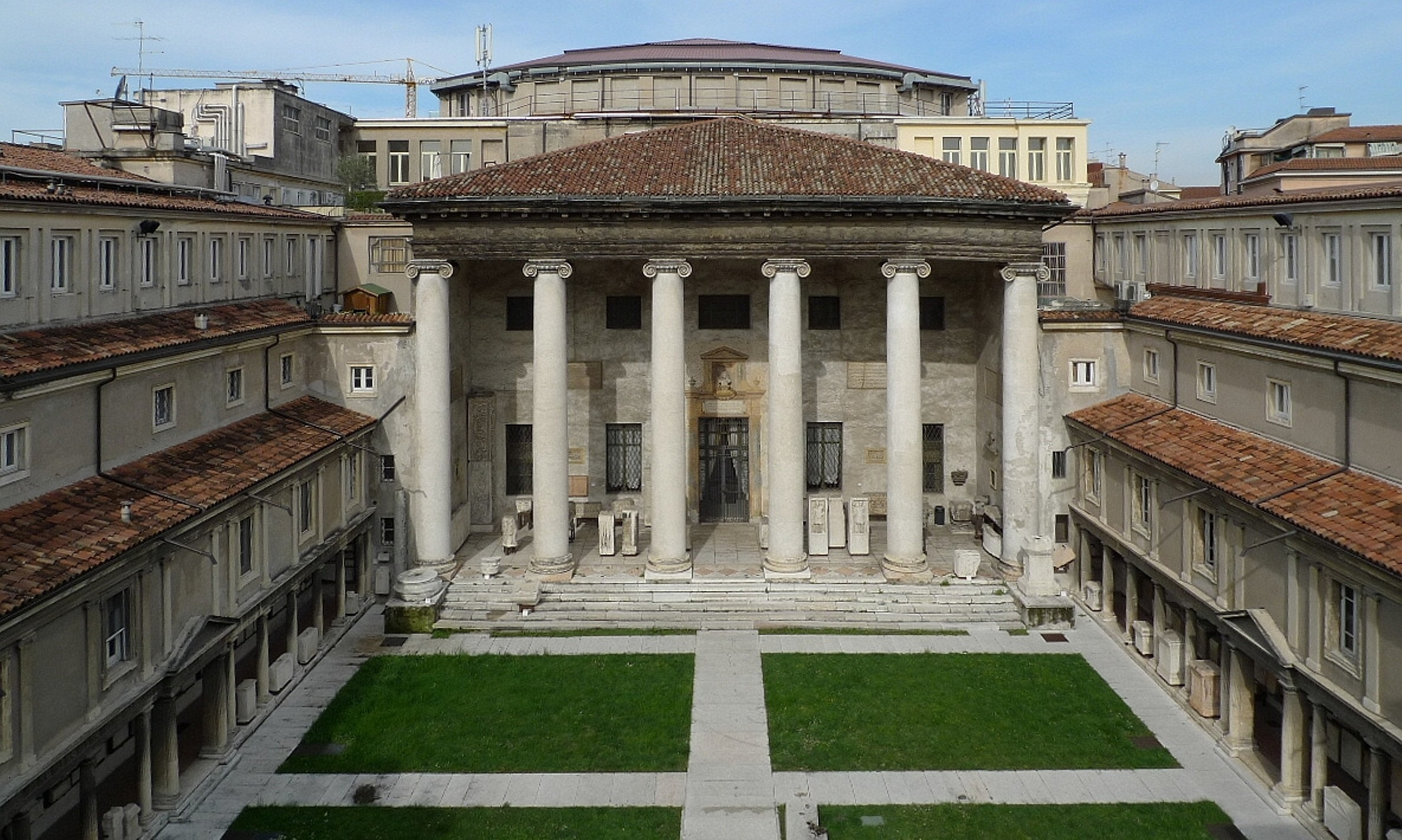
Teatro Filarmonico di Verona

Das Teatro Filarmonico di Verona ist das Opernhaus von Verona.
Das Teatro Filarmonico gehört seit seiner Gründung zur Accademia Filarmonica von Verona und wird heute durch die Fondazione Arena di Verona betrieben. Es wird als Ort für die Veroneser Opernsaison im Winter verwendet, wenn nicht in der Arena gespielt werden kann.
Das Theater wurde am 23. Februar 1945 durch ein Bombardement der Alliierten zerstört, jedoch nahezu originalgetreu wieder aufgebaut.

## Uraufführungen
- 1732: La fida ninfa von Antonio Vivaldi
- 1735: L’Adelaide von Antonio Vivaldi
- 1735: Tamerlano/Bajazet von Antonio Vivaldi
- 1737: Catone in Utica von Antonio Vivaldi
- 1741: Artaserse von Pietro Chiarini
- 1742: Amor fa l’uomo cieco von Pietro Chiarini
- 1743: Il Ciro riconosciuto von Pietro Chiarini
- 1743: I fratelli riconosciuti von Pietro Chiarini
- 1744: Tigrane von Daniel Dal Barba
- 1744: Meride e Salimunte von Pietro Chiarini
- 1744: Alessandro nelle Indie von Pietro Chiarini
- 1748: Lo starnuto d’Ercole von Daniel Dal Barba
- 1749: Il finto Cameriere von Daniel Dal Barba
- 1750: Ciro in Armenia von Daniel Dal Barba

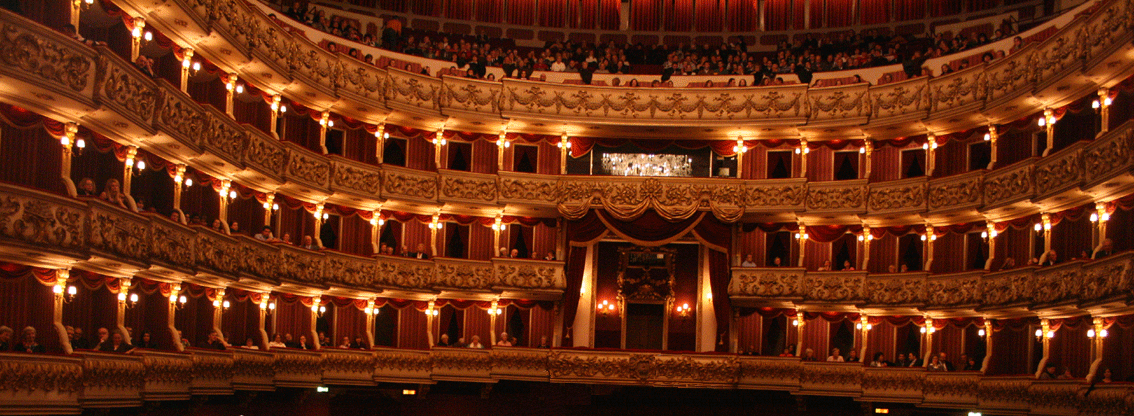

- 1751: Artaserse von Daniel Dal Barba
- 1754: Lucio Vero von Davide Perez
- 1761: Alessandro nelle Indie von Daniel Dal Barba
- 1775: Isola di Calipso von Giuseppe Gazzaniga
- 1901: Le maschere von Pietro Mascagni
- 1997: Il gatto con gli stivali von Marco Tutino
- 2008: Nixon in China von John Adams (italienische EA)
- 2008: Il Maestro di Go von Alessandro Melchiorre.